# 加爾巴哈雷
加爾巴哈雷是東非國家索馬里的城市，也是是索马里面积第二大、人口第六大的州——蓋多州的首府，位於朱巴河以西，距離鄰國肯尼亞約130公里，人口約43,000。由於人口較少和缺乏農業活動，加爾巴哈雷的人口增長速度低於國內其他地區。索马里第三任，也是索马里在位最长的总统穆罕默德·西亞德·巴雷为在意属索马里殖民政府警察中谋职，曾宣称出生于加尔巴哈雷。该城为戈戈尔（Gogol）山脉环绕。